# Општина Киажна (Илфов)
Киажна (рум. Chiajna) општина је у Румунији у округу Илфов.
Oпштина се налази на надморској висини од 94 m.